# Horacio Farnesio

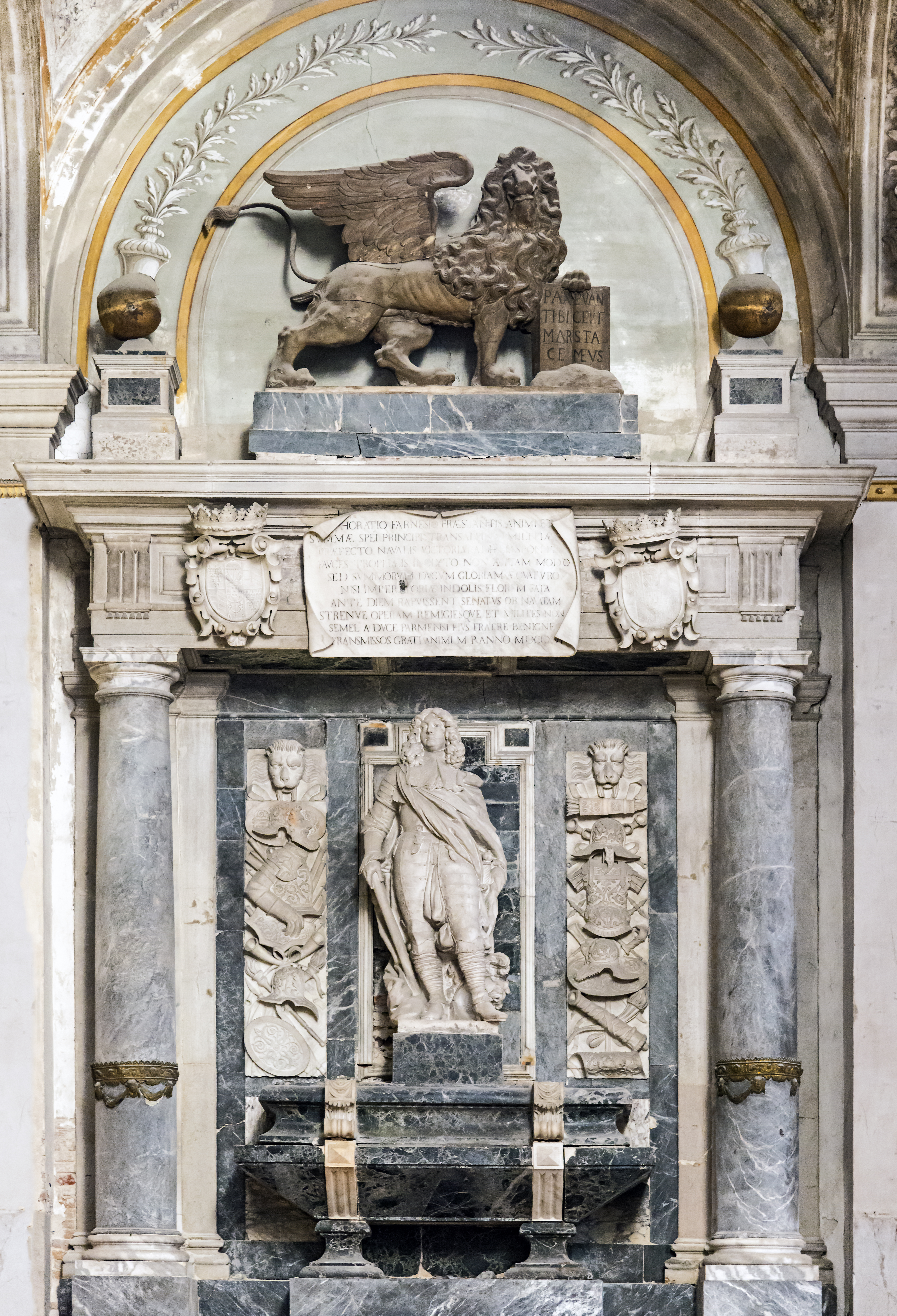
El monumento al general Orazio Farnese.

Horacio Farnesio (en italiano: Orazio Farnese) (¿?, 1636-¿?, 18 de julio de 1653) fue un general de la infantería italiana en Dalmacia.

## Biografía
Tercer hijo del duque Eduardo I Farnesio de Parma y de Margarita de Médici, hija del gran duque Cosme II de Toscana, y de la archiduquesa María Magdalena de Austria. Sus hermanos mayores eran el duque Ranuccio II Farnesio y el general Alejandro Farnesio.
Lamentablente se sabe muy poco de su vida, salvo que fue un general de la infantería italiana en Dalmacia.
- Datos: Q2028437
- Multimedia: Orazio Farnese / Q2028437